# 알프레드 웹
알프레드 웹(Alfred John Webb, 1834년-1908년)은 인쇄소를 운영하는 가정에서 태어난 아일랜드의 퀘이커이다. 아일랜드 의회의 하원 의원이자 전세계적으로 퍼진 민족주의 운동의 활동가였으며, 부트의 자치정부연맹와 연방 아일랜드 연합을 지지한 정치인이었다. 1894년 미국의 마드라스에서는 조지 율과 윌리엄 웨더번 다음으로 인도 국민 회의를 주재한 세 번째 비인도인에 이름을 올렸다.

## 어린 시절
웹은 1834년 아일랜드에서 리차드 데이비스 웹과 한나 워링 웹 사이의 1남2녀 중 장남으로 태어났다. 웹의 가족은 아일랜드의 수도인 더블린에서 인쇄소를 운영하였고, 투표권과 노예제 폐지, 반제국주의 개혁을 지지하는 퀘이커 집단에 속해있었다. 그들은 이러한 일들을 담은 많은 소책자를 발행했으며, 그 결과 그들은 고객이 가난한 소작농을 대표하여 페니와 안나 파넬이 1880년 설립한 아일랜드 프로테스탄트 자치연맹, 여성 아일랜드 민족토지연맹과 같은 다른 비슷한 조직들까지 포함할 정도로 성장하였다.

## 업적
알프레드 웹은 문학과 역사에 관심이 있어서 아일랜드 전기의 개요서를 쓰기 시작했다. 1865년에는 아일랜드 정치에 대한 적극적인 관심을 가지기 시작했다. 그는 비폭력주의를 신봉했음에도 불구하고 아일랜드는 오직 군사 혁명만으로 독립을 쟁취할 수 있다고 주장한 페니언 단원에게서 영감을 받았다. 1890년 2월 24일 아일랜드의 서 워터퍼드 선거구의 보궐선거에서 당선되었을 때, 영국의 하원으로 처음으로 선출되었다. 1892년 총선거에서는 파넬 하원 의원의 반대자로 다시 서 워터퍼드로 돌아왔다.
그의 가족은 영국 식민지의 복지에 관심을 가졌으며, 중국으로의 아편 수출에 반대하기로 유명했다. 웹은 인도 국민 회의의 핵심 멤버이자 마이클 데빗과 프랭크 휴 오도넬을 포함한 아일랜드 민족주의자들의 친구였던 다다바이 나오로지와 가까운 친구사이였다. 그들이 나오로지를 아일랜드 정치에 개입시키고자 시도할 때, 웹은 1894년 나오로지에 의해 인도 국민 회의를 주재하도록 부탁받았다.
웹은 동료 퀘이커 활동가인 캐서린 임페이가 1888년에 설립한 영국 최초의 반 인종주의 신문인 안티카스트(Anti-Caste)의 후원자였으며, 안티카스트의 구독자와 전 세계의 안티카스트 활동가들을 결집할 수 있는 힘이 있었다. 예로, 그는 정기 구독자가 아니었음에도 불구하고 다다바이 나오로지와 함께 새 연맹인 '인류애의 발전을 위한 사회(The Society for the Furtherance of Human Brotherhood)'의 지지를 독자와 후원자들에게 요청하는 편지에 공동서명을 하였다.